# Бухин
Бу̀хин, още Бòйне или Бойно (на гръцки: Ανθηρό, Антиро, катаревуса: Ανθηρόν, Антирон, до 1928 година Μπουχίνι, Бухини, катаревуса Μπουχίνιον, Бухинион), е село в Егейска Македония, Гърция, дем Хрупища на област Западна Македония.

## География
Селото се намира в областта Костенария, на 20 km югозападно от демовия център Хрупища (Аргос Орестико), в южните поли на планината Одре (Одрия). Централната църква „Успение Богородично“ е в северния край на селото и е построенав 1967 година. Гробищната Рождество Богородично е на 500 m северозападно от селото.

## История

### В Османската империя
В края на XIX век Бухин е чисто българско село в Населишка каза на Османската империя. Според статистиката на Васил Кънчов („Македония. Етнография и статистика“) в 1900 година Бойне има 240 жители българи.
На Етнографската карта на Битолския вилает на Картографския институт в София от 1901 година Бохин е чисто българско село в Костурската каза на Корчанския санджак с 30 къщи. Същевременно Бухин е показано като чисто българско село в казата Населица на Серфидженския санджак с 30 къщи.
В началото на XX век цялото население на Бухин е под върховенството на Цариградската патриаршия, но според Христо Силянов след Илинденско-Преображенското въстание, в началото на 1904 година населението на Бойне и Божик минава под върховенството на Българската екзархия. В 1904 година при реорганизацията на Костенарийския революционен район след въстанието, в Бойно е създаден революционен комитет на Вътрешната македоно-одринска революционна организация.
По данни на секретаря на екзархията Димитър Мишев („La Macédoine et sa Population Chrétienne“) в 1905 година в Бухин има 240 българи патриаршисти гъркомани.
В Екзархийската статистика за 1908/1909 година Атанас Шопов поставя Бухин в списъка на „българо-патриаршеските, полупогърчени села“ в Населичка каза.
Според Георгиос Панайотидис, учител в Цотилската гимназия, Бохини (Μποχήνι) в 1910 година има 30 „българогласни семейства, напоследък погърчени“. В селото работи начално гръцко училище с 1 учител и 20 ученици мъже.
Според Георги Константинов Бистрицки Бойне преди Балканската война има 30 български къщи, а според Георги Христов и 1 куцовлашка.
На етническата карта на Костурското братство в София от 1940 година, към 1912 година Бойне е обозначено като българско селище.

### В Гърция
В 1912 година през Балканската война в селото влизат гръцки части и след Междусъюзническата война в 1913 година попада в Гърция. Населението се занимава със земеделие и скотовъдство. В 1928 година селото е прекръстено на Антирон. В документ на гръцките училищни власти от 1941 година се посочва, че в Бойне
| „ | населението е славянско... говори се на гръцки и на славянски. | “ |

Боривое Милоевич пише в 1921 година („Южна Македония“), че Бойини (Боjини) има 37 къщи славяни християни.
Селото пострадва значително от Гражданската война (1946 - 1949).
| Година    | 1913 | 1920 | 1928 | 1940 | 1951 | 1961 | 1971 | 1981 | 1991 | 2001 | 2011 | 2021 |
| --------- | ---- | ---- | ---- | ---- | ---- | ---- | ---- | ---- | ---- | ---- | ---- | ---- |
| Население | 251  | 230  | 225  | 269  | 177  | 169  | 117  | 101  | 58   | 45   | 24   | 25   |

## Личности
Родени в Бухин
- Андрей Ламбров (Ανδρέας Λιάμπρος), гръцки андартски деец от ІІІ ред[17]